# Maharu Yoshimura
Maharu Yoshimura (吉村 真晴 Yoshimura Maharu?), född 3 augusti 1993 i Tokai, Ibaraki, är en japansk bordtennisspelare.
Yoshimura tog OS-silver i herrlag i samband med de olympiska bordtennisturneringarna 2016 i Rio de Janeiro..

## Bilder

Från lag-VM 2016
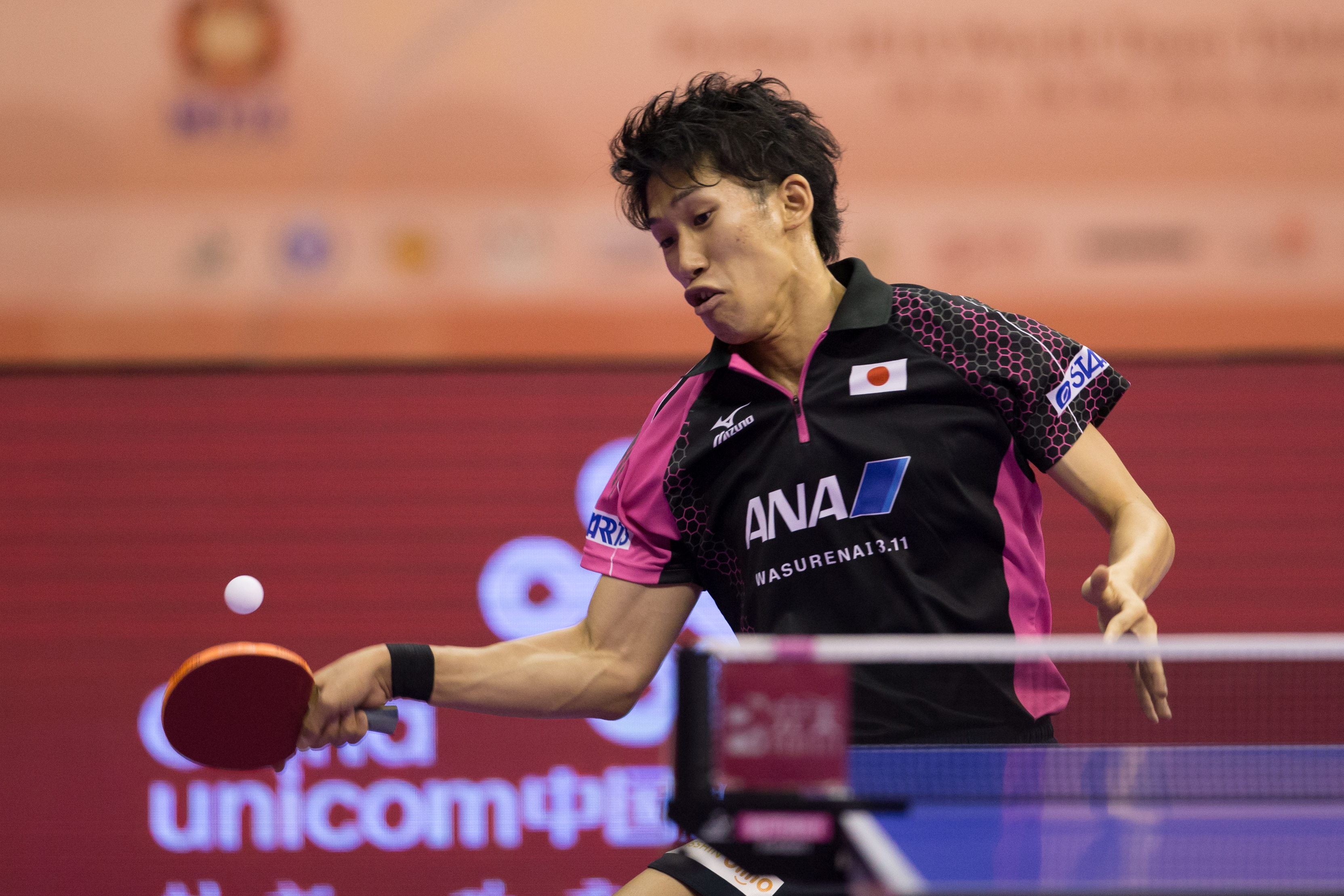
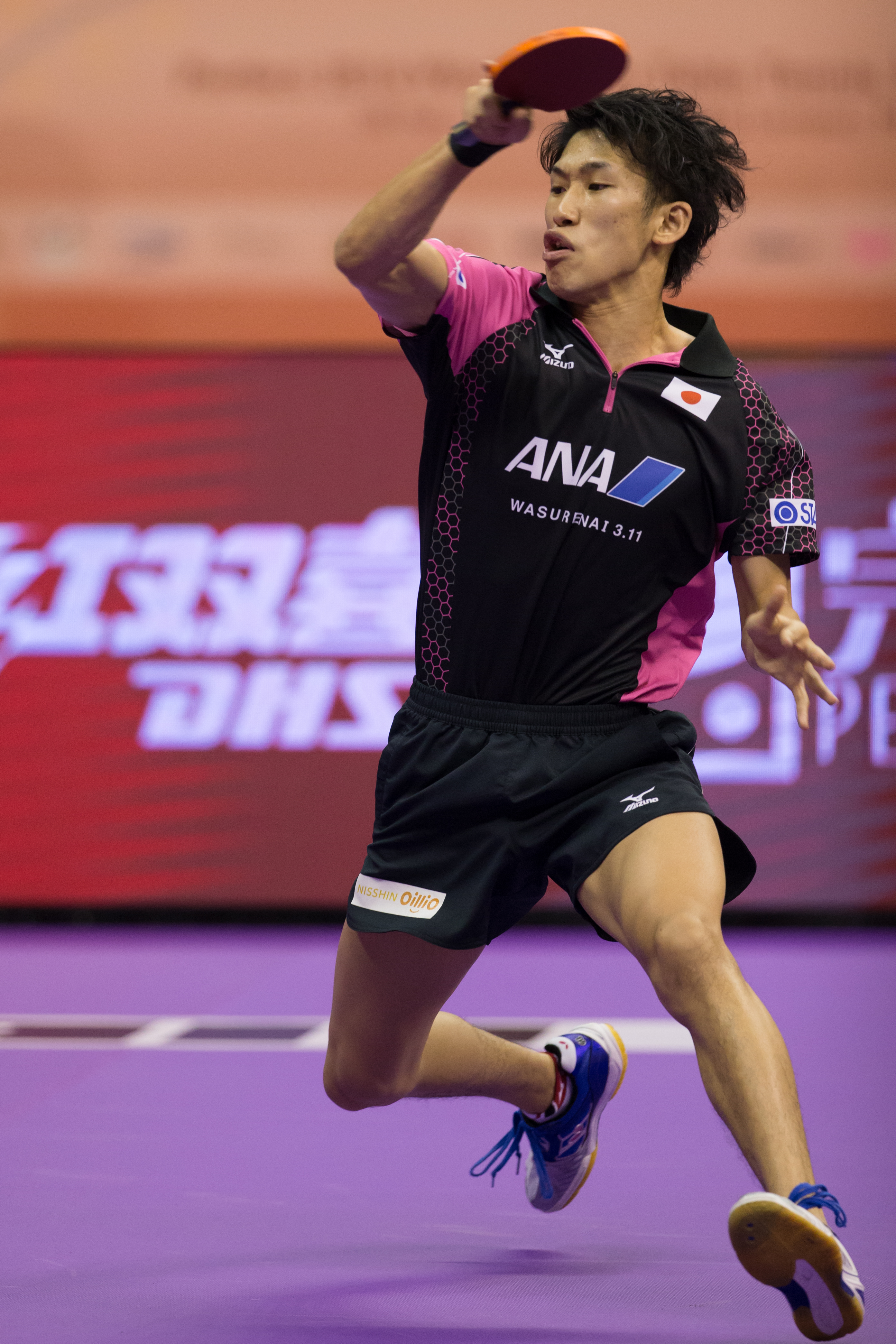
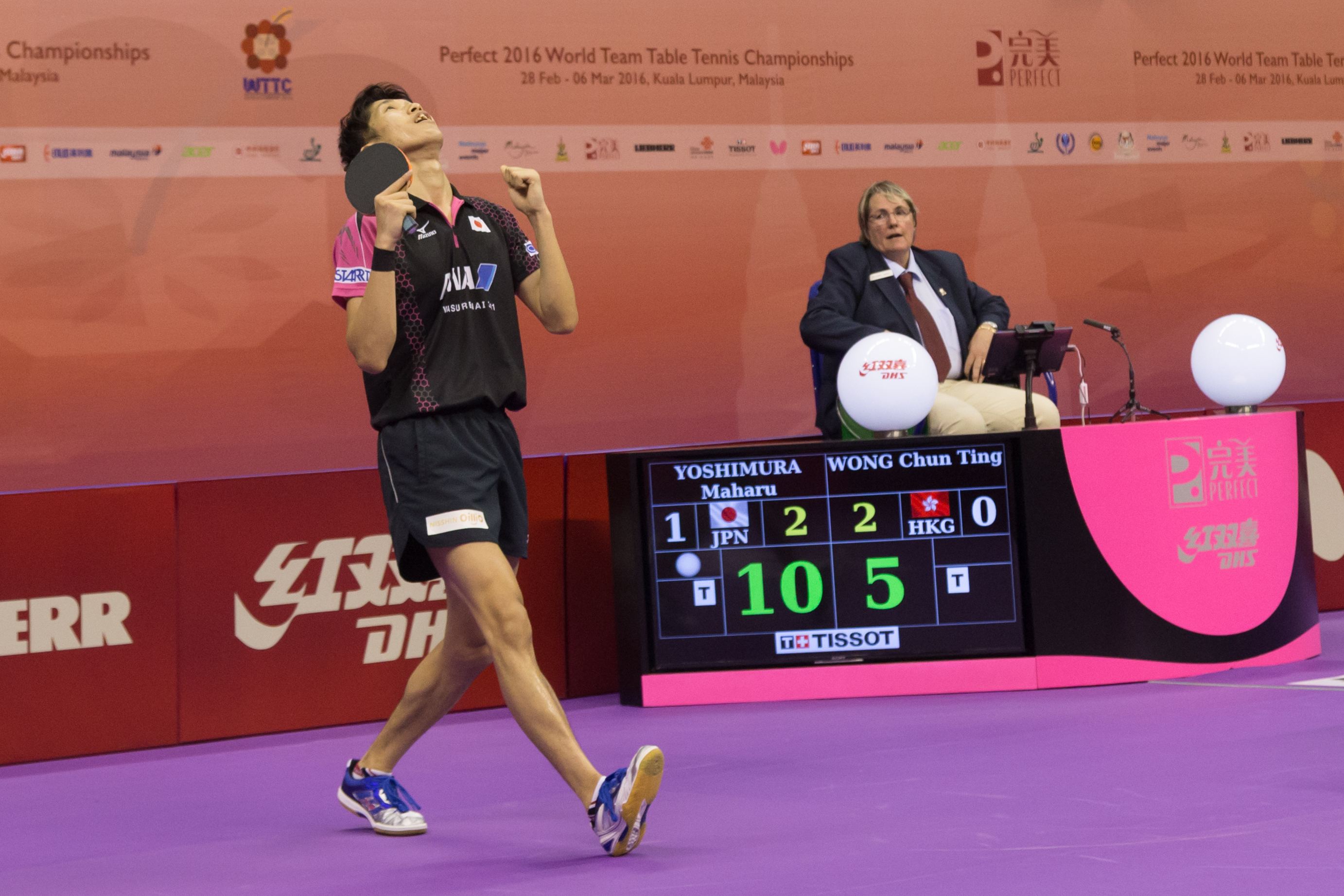